# Le Singe fou du kung-fu

Le Singe fou du kung-fu (Feng hou) est un film hongkongais réalisé par Liu Chia-liang, sorti en 1979.

## Synopsis
Chen (Liu Chia-liang) et sa sœur (Kara Hui) sont des artistes d'opéra adeptes des arts martiaux. Lors d'une représentation chez maitre Tuan (Lo Lieh), celui-ci tombe sous le charme de la sœur de Chen et décide de comploter afin d'obtenir ses faveurs. Chen a un grand défaut, il ne résiste pas à l'alcool ce qui le fera tomber dans un odieux piège. Chen étant complètement ivre, la femme de Tuan n'a aucun mal à le faire passer pour un homme ayant abusé d'elle. Pour sauver son frère de la sentence de mort par noyade, la sœur de Chen n'a d'autre choix que d'accepter de devenir la concubine de Tuan. Chen n'échappe cependant pas au châtiment de Tuan et se voit briser les deux mains. Chen officie dorénavant dans la rue en tant que montreur de singe, brimé par les racketteurs de la ville. Il fait la connaissance de Petit singe (Hsiao Hou), un petit voleur voulant devenir redresseur de torts. Après de longues hésitations, Chen accepte de former Petit singe aux arts martiaux et tout particulièrement à la boxe du singe.

## Fiche technique
- Titre : Le Singe fou du kung-fu
- Titre original : 瘋猴, Feng hou
- Titre anglais : Mad Monkey Kung Fu
- Titre français : Le Singe fou du kung-fu
- Réalisation : Liu Chia-liang
- Scénario : Ni Kuang
- Société de production : Shaw Brothers
- Pays d'origine : Hong Kong
- Format : Couleurs - 2,35:1 - Mono - 35 mm
- Genre : Comédie d'action
- Durée : 116 minutes
- Date de sortie : 1979

## Distribution
- Liu Chia-liang : Chen
- Hsiao Ho (VF : Thierry Janssen) : Petit singe
- Lo Lieh (VF : Romain Barbieux) : Maître Douan
- Kara Hui : mademoiselle Chen
- Lam Fai-wong
- Lee King-chu
- Chang Hsi
- Lin Hui-huang
- Lin Ke-ming
- Sai Gwa-pau
- Wang Ching-ho
- Wang Han-chen